# Kyselina 3-fosfoglycerová
Kyselina 3-fosfoglycerová, nazývaná (jako anion) 3-fosfoglycerát nebo glycerát-3-fosfát, je organická sloučenina, fosfátový derivát kyseliny glycerové.
Jedná se o významný metabolický meziprodukt jak glykolýzy, tak i Calvinova cyklu v rámci fotosyntézy. V Calvinově cyklu obvykle 3-fosfoglycerát vzniká samovolně z nestálého šestiuhlíkatého meziproduktu vytvořeného po fixaci CO2. Na jednu molekulu CO2 se tak vytvoří dva ekvivalenty 3-fosfoglycerátu.
V glykolýze je 3-fosfoglycerát meziproduktem vznikajícím defosforylací 1,3-bisfosfoglycerátu.

## Glykolýza
Při glykolýze se 1,3-bisfosfoglycerát defosforyluje na 3-fosfoglycerát za vzniku dvou ekvivalentů adenosintrifosfátu (ATP).
Fosfátová skupina, která na molekule zůstala, se poté přesune z okrajového na centrální uhlík, čímž se izomerizací za katalýzy fosfoglycerátmutázou (která může provést i opačnou reakci) vytvoří 2-fosfoglycerát..
| 1,3-bisfosfo-D-glycerát | 3-fosfoglycerátkináza | 3-fosfoglycerátkináza | 3-fosfo-D-glycerát | fosfoglyceromutáza | fosfoglyceromutáza | 2-fosfo-D-glycerát |
|                         |                       |                       |                    |                    |                    |                    |
| ADP                     | ATP                   |                       |                    |                    |                    |                    |
|                         |                       |                       |                    |                    |                    |                    |
| ADP                     | ATP                   |                       |                    |                    |                    |                    |
|                         |                       |                       |                    |                    |                    |                    |
|                         | 3-fosfoglycerátkináza | 3-fosfoglycerátkináza |                    | fosfoglyceromutáza | fosfoglyceromutáza |                    |

## Calvinův cyklus
V Calvinově cyklu se vytvoří dvě molekuly 3-fosfoglycerátu. Ribulóza-1,5-bisfosfát (RuBP), pětiuhlíkatý monosacharid, na sebe naváže oxid uhličitý, za katalýzy enzymem rubisco, čímž se utvoří nestálý šestiuhlíkatý meziprodukt, jenž se následně rozpadne na dvě tříuhlíkaté molekuly 3-fosfoglycerátu.
Jedna ze vzniklých molekul 3-fosfoglycerátu pokračuje v Calvinově cyklu za obnovení RuBP, zatímco druhá je redukována na glyceraldehyd-3-fosfát skrz dva kroky: fosforylaci na kyselinu 1,3-bifosfoglycerovou působením fosfoglycerátkinázy (jde o opak reakce probíhající při glykolýze) a následnou reakcí katalyzovanou glyceraldehyd 3-fosfátdehydrogenázou.
 Glyceroltrifosfát poté vytváří sacharidy jako jsou glukóza a fruktóza nebo škrob.

## Syntéza aminokyselin
Glycerát-3-fosfát (vytvořený z 3-fosfoglycerátu) je také prekurzorem serinu, ze kterého dále mohou vznikat cystein a glycin přes homocystein.

## Stanovování
Separaci a stanovení 3-fosfoglycerátu lze provést pomocí papírové nebo sloupcové či jiných chromatografických metod. K důkazu jeho přítomnosti může sloužit plynová nebo kapalinová chromatografie s hmotnostní spektrometrií a také tandemová hmotnostní spektrometrie.